# ビタミン (漫画)
『ビタミン』は、すえのぶけいこによる日本の少女漫画作品。

## 概要
作者の初連載作品として、『別冊フレンド』（講談社）において連載。後の『ライフ』の原型となった作品。本来は「100ページ読み切り」という企画であったが、実際は200ページ近い物になっている。
内容はごく普通の少女「沙和子」の身近で起きた波乱の日々を描いた物語である。キャッチコピーは「あなたのビタミンは、なんですかーー?」。

## ストーリー
卒業が迫ったある日、沙和子は彼氏の光太と一緒に教室の掃除をしていたが、光太が強引に彼女と性交してしまい、その様子を教室を通りかかった一人の生徒（クラスメイトの男子）に目撃されてしまう。
この光景を見た男子生徒、管野にそのことを言いふらされた際、沙和子は事実を主張するのだが、光太は沙和子との関係を否定。目撃した管野が光太を識別できなかった為に証拠も無く、彼女はクラスメイト達から「ヤリマンの上に嘘つき」というレッテルを貼られ、クラスにおけるいじめの標的となってしまう。
自分が居座る机をゴミ箱扱い、集団で襲い掛かる生徒、確信犯的なやり方で裏切る友達……。さらには親や先生にも信頼されないという絶望の中で彼女は、漫画家を目指す決心をする。
その間にもいじめが泥沼化していき、追い詰められる中、沙和子は家族に本心を打ち明け、家族の信頼を取り戻す。
そして卒業式の日、いじめていた生徒達は沙和子から「弁護士に相談した」と聞かされ、「その事が志望校に伝わったら落とされるかもしれない」と思ったため演技で謝罪するが、彼女は「バイバイ」と一蹴する。
その後、卒業式に出た沙和子は受け取った卒業証書を破り捨て、母親一人の拍手の中、颯爽と去っていく。そして「ビタミン」と言うタイトルで彼女は漫画家をデビューしたのだった。

## 登場人物
鑓水沙和子（やりみず さわこ）
本作の主人公で、進学率が高い上に校則も厳しい中学校に通う3年生。彼氏の光太と一緒に教室掃除をしていた時に性交を強要され、それを同じクラスの男子生徒である管野に見られてしまう。その翌日「ヤリマン」と言うレッテルを貼られ、クラスメイトから凄惨ないじめに遭い、やがて不登校になってしまう。誰からの理解も得られない中、「自分だけのビタミン」を得る為に、漫画家を目指す決意をする。両親と和解した後、卒業式当日に受け取った卒業証書を破り捨て、自分を苦しめた生徒や教師に全てを返して去った。その後は漫画家になっている。
有井光太（ありい こうた）
沙和子の彼氏。秀才だが成績が悪い人を馬鹿にする悪癖がある。本性はかなりの変態で、嫌がる沙和子にしつこく性交を求め、更にそれを管野に見られ、噂が広まった際は「俺じゃない」と嘘をつき、彼女がいじめの標的となる原因も作っていた。最終的には自然消滅のような形で彼女と別れる。
古谷（ふるたに）
沙和子の担任。いわゆる事なかれ主義であり、進学校である中学のプライドを守る為に、沙和子のいじめを無視する。
宮部亜紀（みやべ あき）
当初は沙和子の友達であったが、後に彼女が光太と性交した事を知ってからは、他の女子と共に沙和子を執拗にいじめるようになる。
島田涼子（しまだ りょうこ）
宮部の友達。長身でボーイッシュなヘアスタイルと目の下にあるほくろが特徴で、男勝りな言葉遣いで話す。当初は黒板の落書きに呆れていたが、最終的には宮部と共に沙和子をいじめ続けるようになる。
藤重めぐみ（ふじしげ-）
宮部の友達。ツインテールが特徴で、小柄な体格。宮部と共に沙和子を執拗にいじめるようになる。
牧原洋子（まきはら ようこ）
宮部の友達。ショートヘアと眼鏡が特徴で、涼子と同様長身。沙和子を執拗にいじめるようになる。
管野（かんの）
沙和子の同級生で、沙和子と光太の性交を唯一目撃したとされる男子生徒。
沙和子の母親
最初は沙和子がいじめに遭っているにもかかわらず無理やり学校に行かせようとしたり、沙和子の夢を否定していたが、後に深刻さを知り彼女の心の支えとなる。
沙和子の父親
沙和子がいじめに遭っているのを知っていたこともあり、妻とは対照的に沙和子の夢に関しては最初から協力的。

## 書誌情報
- ビタミン 講談社〈別フレKC〉2001年11月発行 ISBN 4-06-341259-8